# Col de Porte
Col de Porte är ett bergspass i Schweiz. Det ligger i distriktet Nyon och kantonen Vaud, i den västra delen av landet, 120 km sydväst om huvudstaden Bern. Col de Porte ligger 1 557 meter över havet.